# Syncrofit
Syncrofit – решение компании Siemens PLM Software для автоматизации процесса расстановки и подборка крепежа.

## История создания
Изначально Syncrofit был разработан компанией Vistagy. С начала 2000-х Syncrofit начал использоваться компанией Bombardier для подбора и расстановки крепежа. В дальнейшем решение стало применяться на множестве других предприятий по всему миру. В декабре 2011 года компания Vistagy стала частью компании Siemens PLM Software, и решение Syncrofit стало частью портфеля решений компании.

## Краткое описание
Syncrofit представляет собой среду для автоматизации расстановки и подбора крепежа на этапах конструкторской и технологической подготовки, выполнения конструкторских проверок, описания технологического процесса сборки, а также подготовки данные для оборудования. 
Syncrofit может работать под управлением различных CAD-систем (NX и CATIA).

## Функциональные возможности
Syncrofit позволяет задавать параметрическое описание крепежных швов и крепежных наборов, выполнять подбор крепежа по заданным правилам, проверять соответствие расставленного крепежа правилам расстановки крепежа, описывать технологическую последовательность сборки, включая технологические операции, временный крепеж и временные отверстия. Syncrofit позволяет также подготавливать данные для проекторов и сверлильных станков и другого оборудования.
Возможности Syncrofit:
- Конструкторская подготовка
  - Параметрическое описание крепежных швов
  - Определение толщины пакета для каждой позиции крепежа
  - Подбор различных видов крепежа по различным правилам в соответствии с рассчитанной толщиной пакета
  - Описание и создание отверстий
  - Загрузка и позиционирование твердотельного крепежа
  - Создание упрощенного крепежа
  - Описание клеевых соединений
  - Автоматизированная проверка соблюдения правил расстановки  крепежа (расстояние от краев деталей, шаг между крепежными точками и крепежными швами, врезание в радиусы и пр.)
  - Описание сварных соединений
  - Моделирование инструментов
  - Описание обработки поверхности
  - Формирование конструкторской спецификации крепежных элементов
  - Подготовка данных для проекторов, сверлильных станков и комплексов автоматизированной клепки
- Технологическая подготовка
  - Описание последовательности сборки
  - Создание отдельных операций и состояний
  - Создание временного крепежа
  - Создание временных отверстий
  - Формирование производственной спецификации с учетом временного крепежа

Преимущества, которые дает Syncrofit:
- Значительное сокращение времени, затрачиваемого на расстановку и подбор крепежа[11]
- Снижение количества ошибок при расстановке крепежа, внесении изменений, подготовке данных для производства
- Повышение скорости проведения изменений
- Сокращение времени, необходимого для проверки правильности расстановки крепежа
- Полное и точное описание крепежа на ранних этапах проектирования
- Высокий уровень детализации требований к поставщикам
- Быстрая подготовка данных для различного оборудования

## Применение
Syncrofit используется такими компаниями, как Boeing, Bombardier, GKN Aerospace, Northrop Grumman, Gulfstream Aerospace, ТАНТК им. Г.М. Бериева и др.